# Citropsis articulata

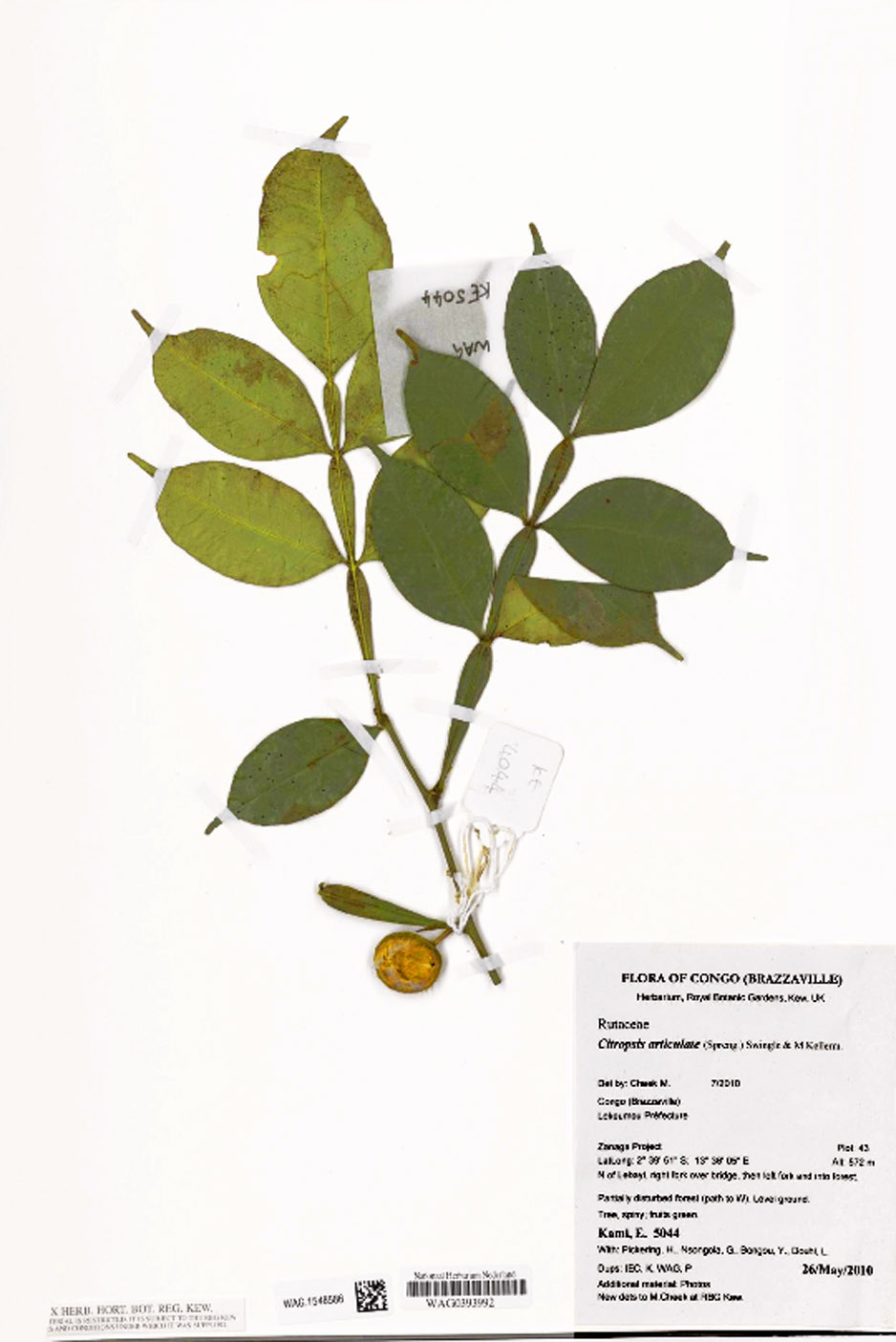
Citropsis articulata

Citropsis articulata es una especie de arbusto perteneciente a la familia de las rutáceas.Produce una pequeña fruta cítrica del tamaño de una mandarina. La planta es endémica de África central y occidental y se utiliza principalmente para la alimentación y en los países africanos como medicina herbal tradicional.

## Descripción
Es un arbusto o pequeño árbol que alcanza un tamaño de 2,5-7 m de altura, ramificado desde la base, es espinoso, glabro; con unos 23 cm de diámetro, las ramitas son delgadas, cilíndricas; con espinas de 5-25 mm de largo, y hojas de 7-35 cm de largo, coriáceas, glandulosas , con (3 -) 5 (-7) foliolos de hasta 20 cm de largo, 

## Distribución y hábitat
Se encuentra en la selva tropical, seca o semi de hoja caduca y bosques secundarios, en los bordes de los bosques, y a lo largo de los ríos, a una altitud de 	480-1550 m. Parece estar en peligro de extinción en Uganda, por la raíz que se considera un afrodisíaco. La corteza se utiliza en la medicina herbal.

## Propiedades
En Uganda, una infusión hecha de la raíz, tomada una vez al día durante tres días es considerado como un poderoso afrodisíaco para los hombres. La ciencia no ha investigado la veracidad de esta creencia. Los conservacionistas de Uganda se refiere a que la demanda de la planta pone en peligro la supervivencia de la diversidad genética de esta especie en ese país.
También la corteza y la madera del árbol se ha usado para combatir el paludismo (malaria) y el cáncer de próstata.

## Taxonomía
Citropsis articulata fue descrita por (Willd. ex Spreng.) Swingle & Kellerm. y publicado en Journal of Agricultural Research 1: 433, en el año 1914.
Sinonimia
| - Citropsis mirabilis (A.Chev.) Swingle & M.Kellerm. - Citropsis preussii (Engl.) Swingle & M.Kellerm. - Citrus articulata Willd. ex Spreng. - Limonia mirabilis A.Chev. - Limonia preussii Engl. - Citropsis schweinfurthii (Engl.) Swingle & M.Kellerm. | - Limonia schweinfurthii Engl. (1895) - Citropsis latialata (De Wild.) Swingle & M.Kellerm. - Limonia demeusei De Wild. - Limonia poggei Engl. - Limonia poggei var. latialata De Wild. - Limonia ugandensis Baker f. |